# Сукачев, Петар
Петар Сукачев (серб. Петар Сукачев; род. 28 августа 2005, Кильхберг, Цюрих) — сербский футболист, вингер клуба «Воеводина».

## Клубная карьера

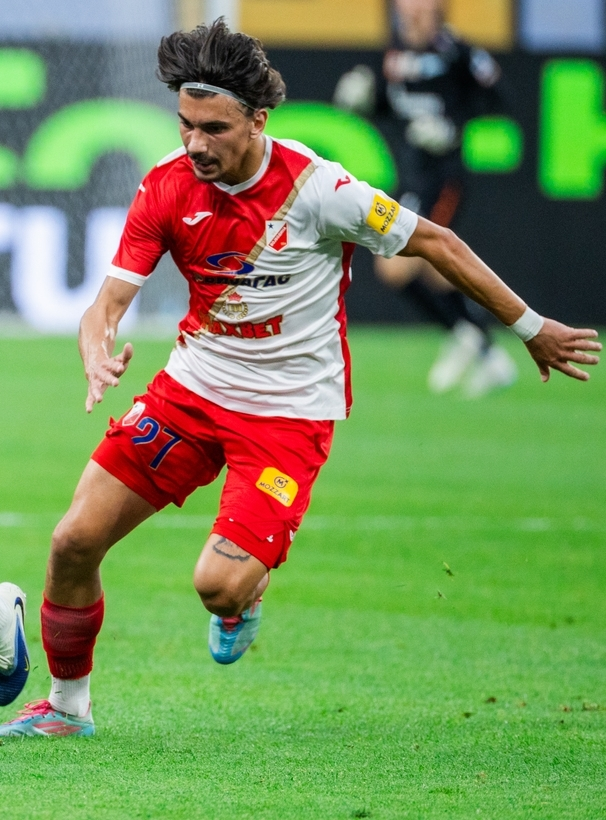
Сукачев в составе «Войводины»

Сукачев — воспитанник клубов «Црвена звезда», «Ягодина» и «Войводина». 4 августа 2024 года в матче против «Чукарички» он дебютировал в сербской Суперлиге в составе последних.